# Electro Magnetics
Electro Magnetics (1992) Limited，簡稱Electro Magnetics，在1992年成立，曾經於全球經營電子磁碟軟件開發。
曾在1992年於新加坡交易所主板上市，但在1996年開始停牌，原因是企業出現惡性競爭，加上企業長期負債，於是被新加坡地方法院勒令清盤，直至被GMG環球有限公司，在1999年11月24日換取上市為止。